# Calle 155 (Manhattan)
La calle 155 es una calle transversal que separa los vecindarios de Harlem y Washington Heights, en Uptown Manhattan de la ciudad de Nueva York (Estados Unidos). Es la más septentrional de las 155 calles transversales trazadas en el Plan del Comisionado de 1811 que estableció la cuadrícula de calles numeradas en el borough de Manhattan. La calle consta de una "parte alta" que es una arteria importante que atraviesa el área, así como una "parte baja" menos utilizada.
La parte "alta" de la calle 155 comienza en el West Side en Riverside Drive, y cruza las avenidas Broadway, Ámsterdam y San Nicolás. En St. Nicholas Place, el terreno desciende abruptamente, formando Coogan's Bluff. La calle 155 atraviesa los 488 m el largo viaducto de la calle 155, un hito de la ciudad construido en 1893, que desciende hacia el río Harlem, continúa hacia el puente de la presa Macombs y cruza el Harlem River Drive. Una sección separada y no conectada de la calle 155 pasa por debajo del viaducto, conectando Bradhurst Avenue y Harlem River Drive.

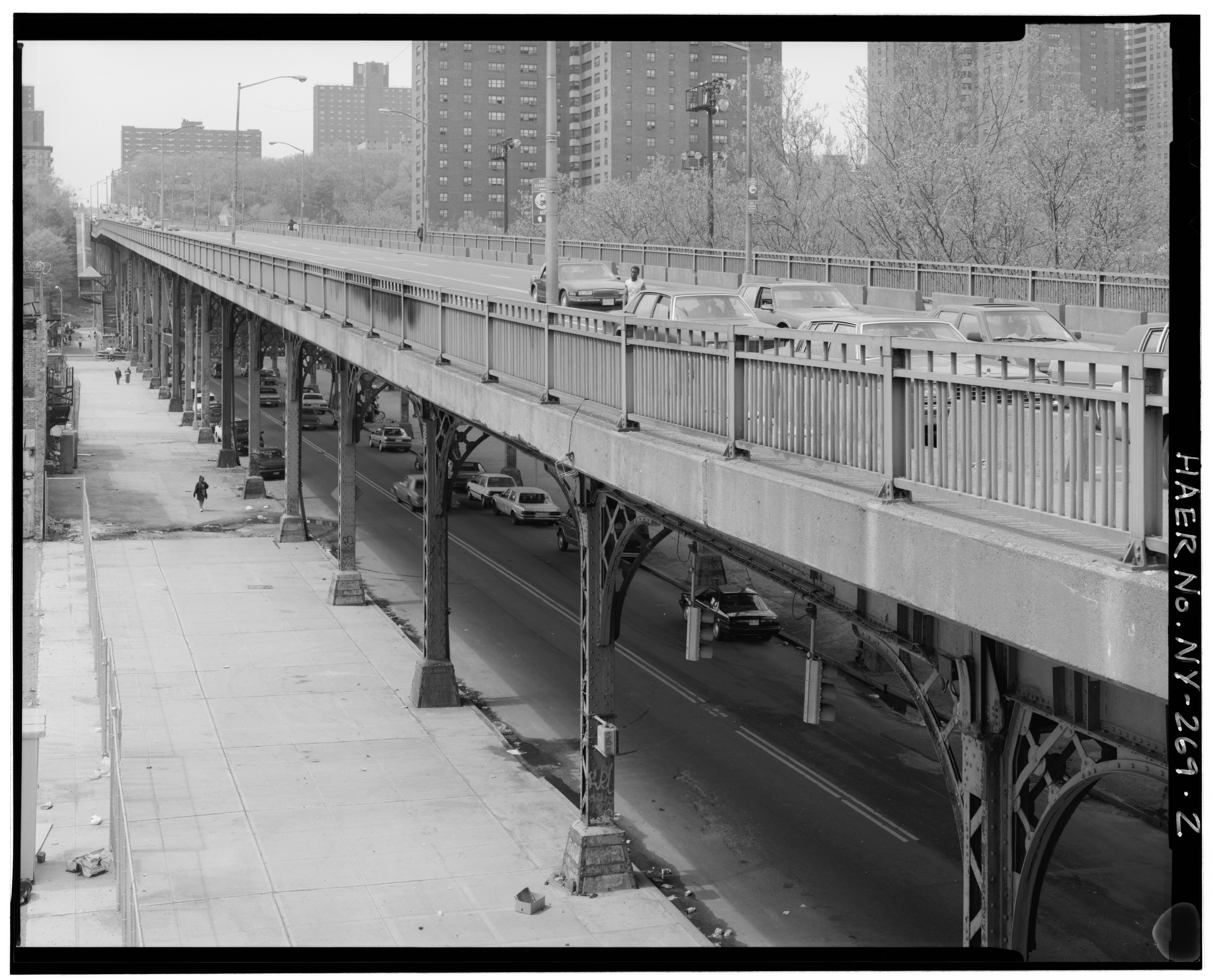
Viaducto oriental, fotografiado en 1994

## Transporte
El Metro de Nueva York sirve a la parte alta de la calle 155 en Calle 155/Avenida Nicolás en la Línea de la Octava Avenida y la parte baja en Calle 155/Bulevar Frederick Douglass en la Línea Concourse.

## Puntos de interés
- Highbridge Park: situado a orillas del río Harlem, cerca del extremo norte de Manhattan, entre la calle 155 y Dyckman Street.[3]
- Polo Grounds: la segunda y tercera (última) encarnación del famoso estadio se ubicaron en la 8th Avenue de 1911 a 1963, en Coogan's Hollow en el lado norte del viaducto. Fue la sede de los equipos de béisbol New York Giants (1911–1957), New York Yankees (1913–1922) y New York Mets (1962–1963), y los equipos de fútbol americano New York Giants (1925–1955) y New York Jets (1960-1963).
- Rucker Park: ubicado en el Bulevar Frederick Douglass, Rucker Park es uno de los principales paraísos del streetball, y su liga de verano ha sido el punto de partida para muchos jugadores de la NBA.[4]
- Sociedad Hispánica de América: Museo de arte y artefactos españoles, portugueses y latinoamericanos, así como una biblioteca de libros y manuscritos raros y de investigación, ubicada en Audubon Terrace.
- Cementerio de la Iglesia de la Trinidad, en el lado sur de 155th entre Broadway y Riverside Drive.